# Episodio 8 (Twin Peaks)
Episodio 8 (titolo originale: The Return, Part 8 o semplicemente Part 8, sottotitolo descrittivo Gotta light?) è l'ottavo episodio della serie televisiva Twin Peaks - Il ritorno. È stato scritto dai creatori della serie, Mark Frost e David Lynch, e diretto da Lynch; è stato trasmesso per la prima volta il 25 giugno 2017 su Showtime negli Stati Uniti d'America, mentre la prima visione in lingua italiana è stata il 30 giugno 2017 sul canale televisivo Sky Atlantic. L'episodio è costituito da scene lente e surreali, con pochi dialoghi, e girate in gran parte in bianco e nero. Ha ricevuto il plauso della critica.

## Trama
(Il boscaiolo)

### Antefatto
La piccola cittadina di provincia di Twin Peaks, Washington, è stata scioccata dall'omicidio della studentessa Laura Palmer e dalla tentata uccisione della sua amica Ronette Pulaski. L'agente speciale dell'FBI Dale Cooper viene inviato sul posto per indagare e scopre che l'assassino di Laura è suo padre, Leland Palmer, posseduto dallo spirito malvagio di Killer BOB. Nel finale della serie originale I segreti di Twin Peaks, Cooper viene intrappolato da BOB nella Loggia nera, un luogo extra-dimensionale, dove lo stesso BOB crea un doppelgänger di Cooper per utilizzare la sua forma fisica per avere accesso al mondo reale. Venticinque anni dopo, Cooper riesce a fuggire dalla Loggia attraverso un portale dimensionale; durante questo processo, Cooper avrebbe dovuto rimpiazzare il doppelgänger malvagio posseduto da BOB, ma invece egli prende il posto di un secondo doppelgänger (l'assicuratore Dougie Jones), fabbricato dal primo per falsificare lo scambio. Bad Cooper, il doppio malvagio, viene poi arrestato dalla polizia e messo in prigione in Sud Dakota. In carcere, utilizza le informazioni compromettenti in suo possesso per ricattare il direttore Warden Murphy affinché lo faccia evadere insieme al suo complice Ray Monroe.

### Eventi
(Il boscaiolo)
Ray Monroe e Bad Cooper stanno viaggiando nell'auto fornita loro dal direttore del carcere per l'evasione. Il doppelgänger di Cooper chiede a Ray di dargli le informazioni che gli aveva chiesto, ma quest'ultimo gli spara. Alcuni spiriti appaiono e fanno un rito sul cadavere del doppelgänger; nella pancia Ray scorge una sacca con il volto di BOB. Ray fugge e chiama Phillip Jeffries, informandolo che secondo lui Cooper è morto; il doppelgänger tuttavia si risveglia. Il 16 luglio 1945, a White Sands, Nuovo Messico, venne condotto il primo test nucleare della storia. Una sequenza di immagini mostra il caos che si forma all'interno del fungo atomico; un essere deforme espelle una sostanza in cui è contenuto il volto di BOB. All'interno di un edificio bianco in mezzo a un mare violaceo, Señorita Dido ascolta un fonografo. Il Fuochista osserva su uno schermo le immagini del caos e il volto di BOB, poi levita e una nuvola dorata si forma sopra di lui. Señorita Dido entra nella stanza e prende un globo color ambra formatosi all'interno della nuvola; all'interno del globo vede il volto di Laura Palmer. Señorita Dido bacia il globo e lo invia sulla Terra. Nel 1956, una creatura metà insetto e metà anfibio esce da un uovo nel deserto del Nuovo Messico. Un Boscaiolo e altri uomini oscuri scendono a terra. Lungo una strada incrociano una macchina con a bordo una coppia di coniugi di mezz'età. Uno dei boscaioli, sigaretta in mano, chiede insistentemente: «Hai da accendere?» con una voce distorta e inquietante, la coppia in auto fugge terrorizzata. Una ragazza torna a casa dopo essersi scambiata un bacio con un ragazzo. Il Boscaiolo arriva in una stazione radio, uccide la receptionist semplicemente premendole la mano sulla testa e irrompe nello studio di registrazione, immobilizza il disc jockey e inizia a ripetere ossessivamente al microfono la frase: «Questa è l'acqua e questo è il pozzo. Bevi appieno e discendi. Il cavallo è il bianco degli occhi e oscuro all'interno». Tutti quelli che ascoltano la frase alla radio svengono, compresa la ragazza; la creatura sale dalla finestra e le entra nella bocca. Il Boscaiolo uccide il disc jockey e si allontana nell'oscurità della notte.
La celebre scena dello scoppio della bomba atomica nel deserto durante il test nucleare del 1945, che ci porta materialmente dentro la deflagrazione, fino a inquadrare le particelle atomiche che schizzano per tutto lo schermo; descritta come una delle immagini più potenti dell'intera serie, ricorda il quadro che Gordon Cole (interpretato da David Lynch) tiene nel suo studio e che raffigura proprio un fungo atomico.

## Produzione
Part 8, come il resto della serie, fu scritto da Mark Frost e David Lynch. Frost si era già occupato della sceneggiatura di dieci episodi della serie originale. Circa la scrittura di questo episodio in particolare, Mark Frost dichiarò:
(Mark Frost)

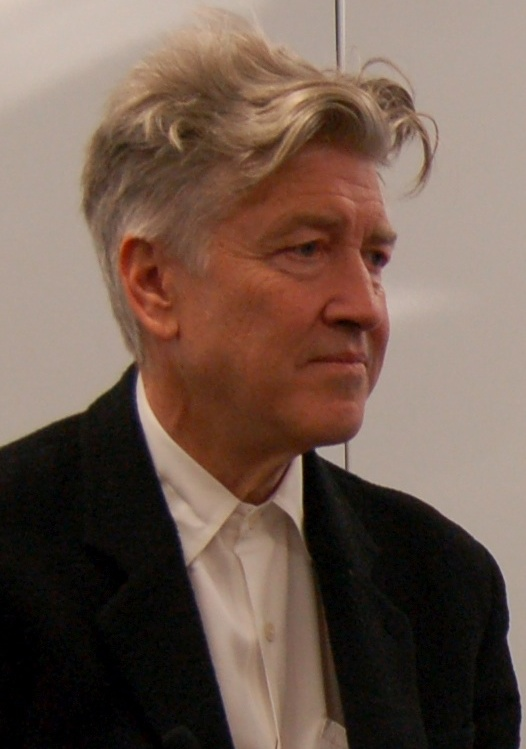
David Lynch, regista e sceneggiatore (insieme a Mark Frost) dell'episodio

Nella sua autobiografia Room to Dream, Lynch ha definito la creatura che striscia nella bocca della ragazza del 1956 una "rana-falena", e ha spiegato che l'idea gli è venuta dal suo viaggio in Europa con Jack Fisk nella metà degli anni sessanta:
(David Lynch)
Il 9 maggio 2018, una pagina tratta dalla sceneggiatura dell'episodio venne mostrata in un documentario su Dean Hurley, il tecnico del suono della serie. La pagina (numero 195) traduceva sullo schermo la scena dove il Boscaiolo entra nella stazione radiofonica nel deserto: a differenza della versione finale, il sottotitolo descrittivo era "Got a light?", e il Boscaiolo al microfono avrebbe dovuto emettere "suoni disturbanti, atonali, meccanici, in un tono strano e monotono", parte dei quali andarono a comporre il mantra che alla fine fu recitato nell'episodio trasmesso. La pagina non assomiglia alla sceneggiatura che era stata data ai membri del cast durante le riprese.

### Riprese
Le scene in interni nella casa del Fuochista furono girate dentro il Tower Theatre di Los Angeles, una location già utilizzata da Lynch per una scena importante in Mulholland Drive. Sul set, Lynch mostrò a Joy Nash come tenere in mano il globo di Laura Palmer, come baciarlo e lasciarlo andare "con tutto l'amore possibile"; inoltre le fece vedere anche come doveva camminare, con piccoli passi lenti e quasi saltellanti come quelli di un "piccolo cherubino". Le scene alla stazione radio KPJK furono filmate in un set appositamente costruito in New Mexico. Visitando il set per la prima volta prima dell'inizio delle riprese, David Lynch scherzò sul fatto che aveva chiesto un semplice set per girare una scena e invece gli avevano costruito un'intera stazione radiofonica completa di tutto, che volendo, avrebbe potuto cominciare le trasmissioni il giorno successivo o al massimo tra una settimana.

### Colonna sonora

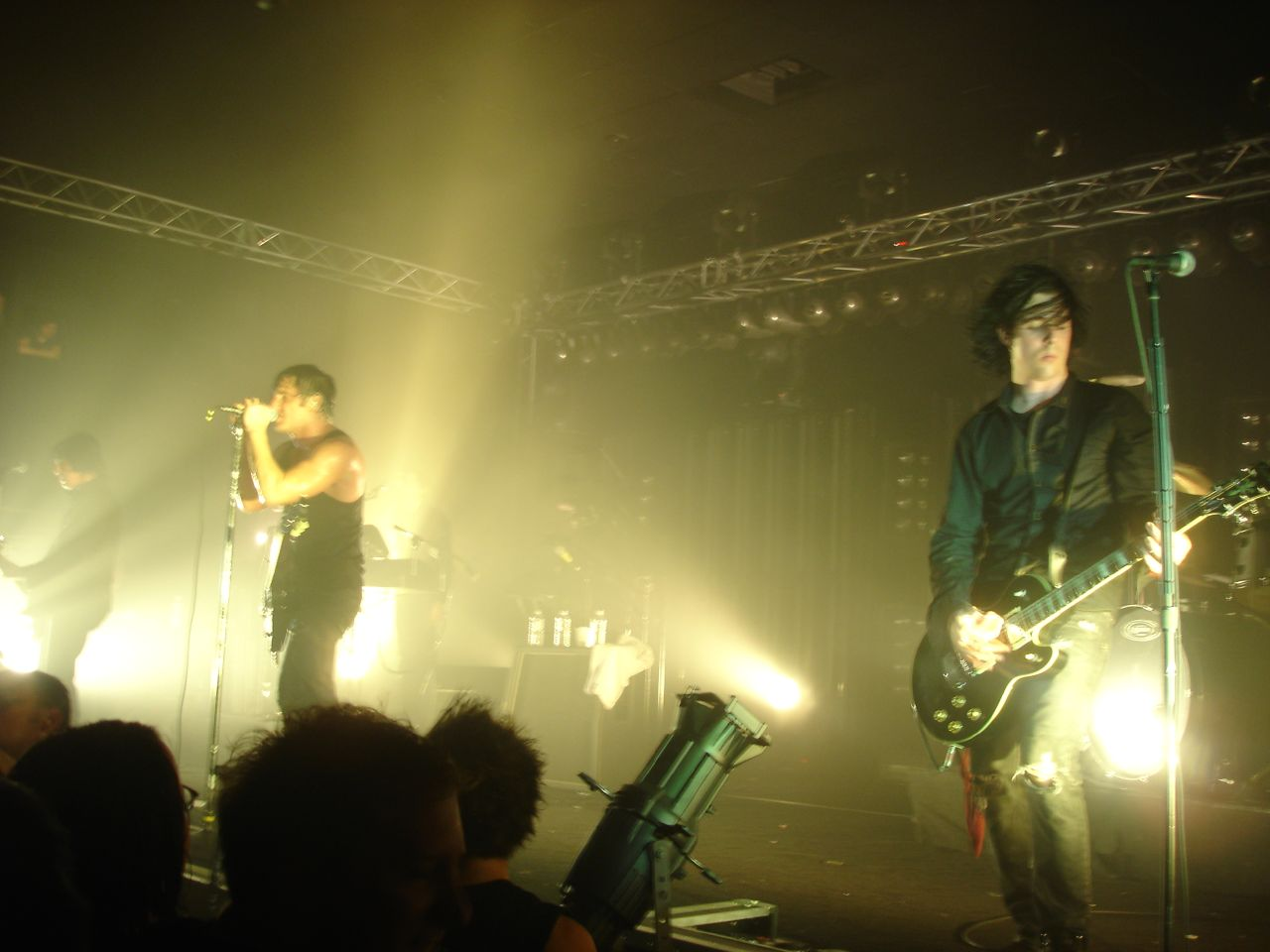
I Nine Inch Nails in concerto

Quasi tutti gli episodi della serie Twin Peaks del 2017 terminano con un'esibizione dal vivo di varie band nel locale Roadhouse. In questo episodio, i Nine Inch Nails eseguono She's Gone Away. Trent Reznor, frontman dei NIN, aveva fortemente voluto collaborare con Lynch in occasione della colonna sonora di Strade perdute, e il regista Lynch diresse il videoclip musicale della canzone Came Back Haunted dei Nine Inch Nails. Caso unico nella serie, la performance dei NIN non conclude l'episodio, ma è invece posta nel corso della puntata, precedendo le scene in New Mexico. Durante la scena nella quale Ray Monroe spara a Bad Cooper, si ascolta una versione molto rallentata e distorta della Sonata al chiaro di luna di Ludwig van Beethoven. La sequenza dell'esplosione atomica è accompagnata dalla composizione musicale Threnody to the Victims of Hiroshima di Krzysztof Penderecki. Nel corso dell'episodio sono inoltre presenti i brani Slow '30s Room, estratto remix del settimo movimento dell'album The Air Is on Fire di David Lynch e Dean Hurley del 2007; The Fireman di Angelo Badalamenti; e My Prayer dei Platters (nella scena finale).

## Accoglienza
Alla sua prima trasmissione negli Stati Uniti l'episodio è stato visto da 246 000 telespettori, il secondo ascolto più basso della stagione (ha fatto peggio solo il blocco terzo-quarto episodio). Tuttavia, Episodio 8 è stato accolto molto favorevolmente dalla critica. Su Rotten Tomatoes, l'episodio ha un indice di gradimento pari a 100% con un punteggio globale di 8.67 su 10 basato su 23 recensioni da parte di critici professionisti, con un consenso critico che afferma: "Part 8 aggiunge un altro capitolo magistrale al ritorno di Twin Peaks - e probabilmente una delle ore più belle dell'incredibile carriera del creatore David Lynch". Scrivendo per IndieWire, Liz Shannon Miller assegnò una "B" all'episodio esprimendo disappunto per gli effetti speciali "retrò in maniera disturbante" della sequenza d'apertura e definendo l'esplosione atomica un "bellissimo nonsense", ma lodò le scene con la Señorita Dido e il Fuochista. Concluse definendo l'episodio "veramente coinvolgente" e "un'opera che sfida gli spettatori ad apprezzarne la bellezza, anche se non la capiscono. Ovunque ci voglia portare, c'è una cosa che non si può discutere: non avete mai visto prima una cosa del genere in televisione".
Noel Murray del The New York Times recensì positivamente l'episodio, tracciando paragoni favorevoli con la scena finale di 2001: Odissea nello spazio di Stanley Kubrick, e definendolo "fenomenale" in conclusione.
Emily L. Stephens di The A.V. Club diede all'episodio una "A" scrivendo che non sarebbe rimasta così colpita se fosse stato un qualunque film sperimentale, ma "sia come frammento del retroscena di Twin Peaks sia come prodotto televisivo", The Return, Part 8 "è inaspettato, scioccante, emozionante come poche altre cose [lei] abbia mai visto". Nel corso di una discussione on line sul sito web, il critico cinematografico Ignatij Vishnevetskj descrisse Part 8 "uno degli episodi più artisticamente audaci nella storia della televisione americana". L'11 dicembre 2017, Matt Zoller Seitz di Vulture definì Part 8 il miglior prodotto televisivo dell'anno, scrivendo: "Riflettendoci, penso che questo potrebbe essere il singolo episodio di narrativa televisiva più impressionante che ho visto negli ultimi 20 anni in cui ho scritto a tempo pieno del mezzo televisivo, per non parlare di un'enciclopedia compatta degli stili cinematografici del XX secolo (inclusi video musicali e cortometraggi sperimentali)".
Ben prima che andasse in onda l'episodio 8 della serie sequel di Twin Peaks che mostra la sequenza dell'esplosione della bomba atomica (trasmesso per la prima volta il 25 giugno 2017 su Showtime in USA e il 30 giugno 2017 in Italia su Sky Atlantic), la giornalista del Corriere della Sera e di Sky TG 24 Camilla Sernagiotto formulò una teoria secondo la quale Twin Peaks sarebbe una metafora della bomba atomica. Nell'articolo in cui ne scrisse per la prima volta, pubblicato sul sito di Sky TG 24 il 17 maggio 2016, Sernagiotto notò le coincidenze tra i nomi dei personaggi dello show di David Lynch e quelli di coloro che lavorarono al Progetto Manhattan per inventare, costruire e poi sganciare le bombe atomiche su Hiroshima e Nagasaki. Lo Sceriffo di Twin Peaks, Harry S. Truman, riecheggia chiaramente l’omonimo Presidente Harry S. Truman (colui al quale spettò la decisione di sganciare le due bombe sul Giappone nel 1945); il cognome dell’Agente Dale Cooper rimanda a quello di John Sherman Cooper, delegato del Presidente Harry S. Truman; Maddy Ferguson si chiama come Lieutenant Hugh C. Ferguson, co-pilota del volo Crew C-13 (detto anche Bockscar) che il 9 agosto 1945 sganciò la seconda bomba atomica su Nagasaki. E anche Bobby Briggs ha lo stesso cognome di Lyman James Briggs, direttore del Progetto Uranio da cui nacque il Progetto Manhattan; Lucy Moran condivide il cognome con J. N. Moran, uno degli scienziati che costruì il secondo reattore a fissione nucleare al mondo (dopo il Chicago Pile-1 di Enrico Fermi), proprio per il Progetto Manhattan; Donna Hayward riecheggia John T. Hayward, aviatore statunitense che collaborò allo sviluppo delle bombe atomiche sganciate sul Giappone e che fu poi un pioniere dello sviluppo della propulsione nucleare. Dall’Agente Albert Rosenfield a James Hurley fino ad arrivare a Margaret Lanterman e a tanti altri protagonisti delle prime due stagioni della serie, Camilla Sernagiotto ha sottolineato come tutti i personaggi di Twin Peaks abbiano cognomi appartenuti agli scienziati che lavorarono ai test nucleari del Progetto Manhattan. Mentre Laura Palmer rievoca Ray Palmer, personaggio dei fumetti della DC Comics nato negli anni Sessanta che si trasforma nel Supereroe Atomo: quando Ray Palmer non veste i panni supereroici, è un professore di fisica della Ivy University di Ivy Town, città fittizia del New England, specializzato in compressione della materia. Questa suggestiva teoria inedita, dopo essere stata pubblicata sul sito di Sky TG24 è stata edita nel libro di Camilla Sernagiotto intitolato La trappola atomica. Come la bomba ha contaminato la cultura pop (Ultra Edizioni, 2023).

### Riconoscimenti
L'episodio ha ricevute molteplici candidature a vari premi senza però vincerne nessuno. Insieme a Part 1 e Part 15, l'Art Directors Guild candidò Part 8 nella categoria "One-Hour Contemporary Single-Camera Series". La Cinema Audio Society candidò l'episodio nella categoria "Outstanding Achievement in Sound Mixing for Television Movie or Mini-Series" e il Motion Picture Sound Editors lo candidò per il Golden Reel Award nella categoria "Outstanding Achievement in Sound Editing".
Agli Emmy Awards del 2018, Episodio 8 fu candidato nelle categorie "Outstanding Cinematography", "Outstanding Single-Camera Picture Editing", "Outstanding Sound Editing", e "Outstanding Sound Mixing", nella categoria riservata alle miniserie televisive.